# La Voix des ancêtres
Pour plus de détails, voir Fiche technique et Distribution.
La Voix des ancêtres (titre original : Ingmarssönerna) est un film suédois muet de Victor Sjöström, inspiré du roman Jérusalem en Dalécarlie de Selma Lagerlöf et sorti en 1919.

## Synopsis
Brita, une jeune paysanne, terrorisée à l'idée de porter un enfant illégitime, s'enfuit afin de se donner la mort. Mais, au moment de se précipiter du haut d'une falaise, une femme intervient et la sauve. Plus tard, elle se retrouve emprisonnée pour avoir tué l'enfant mis au monde. Son fiancé, Lill Ingmar, un humble laboureur, demande conseil à ses ancêtres : il gravit une échelle géante pour atteindre les voies célestes. On lui conseille de pardonner la faute de la jeune femme et de l'épouser ensuite. À l'expiration de sa peine, Lill Ingmar vient chercher Britt à la maison d'arrêt et entame une nouvelle vie à ses côtés. 

## Fiche technique
- Titre du film : La Voix des ancêtres
- Titre original : Ingmarssönerna
- Réalisation et scénario : Victor Sjöström, d'après le roman de Selma Lagerlöf, Jérusalem en Dalécarlie (1901)
- Photographie : Julius Jaenzon - Noir et blanc
- Son : Film muet
- Production : Svenska Biograftatern
- Pays d'origine :  Suède
- Durée : 155 minutes environ (métrage : 2 183 m), en deux parties
- Sortie : 1er janvier 1919 à Stockholm

## Distribution
- Victor Sjöström : Lill Ingmar Ingmarsson
- Harriet Bosse : Brita
- Tore Svennberg : Stor Ingmar Ingmarsson
- Hildur Carlberg : Marta
- Hjalmar Peters : le père de Brita
- Svea Peters : la mère de Brita
- Gustav Ranft
- Wilhelm Högstedt
- Jenny Tschernichin-Larsson
- Hugo Björne : un commis de ferme
- Sigurd Wallén : un homme au sommet du Bergskog